# The Plains (Virgínia)
The Plains és una població dels Estats Units a l'estat de Virgínia. Segons el cens del 2000 tenia 266 habitants.

## Demografia
Segons el cens del 2000, The Plains tenia 266 habitants, 110 habitatges, i 70 famílies. La densitat de població era de 395 habitants per km².
Dels 110 habitatges en un 25,5% hi vivien nens de menys de 18 anys, en un 44,5% hi vivien parelles casades, en un 14,5% dones solteres, i en un 35,5% no eren unitats familiars. En el 31,8% dels habitatges hi vivien persones soles el 10,9% de les quals corresponia a persones de 65 anys o més que vivien soles. El nombre mitjà de persones vivint en cada habitatge era de 2,42 i el nombre mitjà de persones que vivien en cada família era de 3,01.
Per edats la població es repartia de la següent manera: un 21,1% tenia menys de 18 anys, un 5,6% entre 18 i 24, un 32% entre 25 i 44, un 26,3% de 45 a 60 i un 15% 65 anys o més.
L'edat mediana era de 42 anys. Per cada 100 dones de 18 o més anys hi havia 85,8 homes.
La renda mediana per habitatge era de 43.750 $ i la renda mediana per família de 45.313 $. Els homes tenien una renda mediana de 41.250 $ mentre que les dones 33.542 $. La renda per capita de la població era de 27.909 $. Entorn del 13,7% de les famílies i el 14,1% de la població estaven per davall del llindar de pobresa.

## Poblacions més properes
El següent diagrama mostra les poblacions més properes.